# Parahippus
Genre
Parahippus est un genre fossile d'équidé, « parent  » du cheval moderne, très semblable à Miohippus, mais légèrement plus grand : un mètre à peu près.
Au Miocène, il y a 20 millions d'années environ, la Terre connaissait un changement radical : de grandes plaines étaient en formation, les forêts s'éclaircissaient, les montagnes se soulevaient et les marais s'asséchaient. Ces modifications, pense-t-on, ont provoqué de nombreux changements chez les ancêtres du cheval qui existaient alors.

## Description
Parahippus était plus grand que Miohippus, avec des jambes et une tête plus longues. Les os des jambes s'étaient soudés, ce qui, avec le développement des muscles, permettait à Parahippus de lancer les jambes en avant et en arrière. La rotation et la flexibilité des jambes ayant disparu, l'animal se trouvait mieux adapté pour courir en terrain découvert sans avoir à les envoyer à droite et à gauche. Plus important encore, Parahippus était capable de se tenir debout sur son doigt médian, et non plus sur la totalité de ses sabots, ce qui lui permettait de courir plus vite ; son poids était soutenu par des ligaments sous le boulet du grand orteil central. Les orteils latéraux étaient presque rudimentaires et touchaient rarement terre.
Comme il était devenu plus difficile de se nourrir grâce aux feuillus, ces animaux ont été forcés de subsister grâce aux herbes qui venaient d'apparaître et qui alors envahissaient les plaines ; leurs dents ont dû alors s'adapter. La crête de molaire supplémentaire, qui était variable chez Miohippus, est devenue permanente chez Parahippus. Les molaires se sont couvertes de couronnes élevées et d'une couche protectrice dure pour broyer l'herbe, qui était habituellement couverte de poussière hautement siliceuse et de sable.